# Championnats d'Afrique de gymnastique rythmique 2010
Les championnats d'Afrique de gymnastique rythmique 2010 se déroulent du 7 au 9 mars 2010 à Walvis Bay, en Afrique du Sud.
La compétition se déroule conjointement avec les Championnats d'Afrique de gymnastique artistique 2010, les Championnats d'Afrique de trampoline 2010 et les Championnats d'Afrique de gymnastique aérobic 2010.

## Médaillées
| Épreuve                       | Or                              | Argent             | Bronze            |
| ----------------------------- | ------------------------------- | ------------------ | ----------------- |
| Finales individuelles seniors |                                 |                    |                   |
| Corde                         | Mariz Farid Shouky              | Yasmine Rostom     | Julene Van Rooyen |
| Cerceau                       | Mariz Farid Shouky Grace Legote | Non attribuée      | Sibongile Mjekula |
| Ballon                        | Heba El Bourini                 | Mariz Farid Shouky | Julene Van Rooyen |
| Ruban                         | Stephanie Sandler               | Mariz Farid Shouky | Julene Van Rooyen |